# Oleksandr Rezanov
Oleksandr Rezanov (en ucraniano: Олександр Геннадійович Рєзанов; Óblast de Sajalín, Unión Soviética; 6 de octubre de 1948 – 5 de septiembre de 2024) fue un balonmanista y entrenador de balonmano soviético.

## Carrera

### Club
Jugó toda su carrera con el ZTR Zaporiyia de 1966 a 1983, equipo con el que ganó la Liga Europea de la EHF en 1983.

### Selección nacional
Representó a Unión Soviética en dos ediciones de los Juegos Olímpicos, donde salió campeón en la edición de Montreal 1976 donde jugó los seis partidos y anotó tres goles. También fue finalista del Campeonato Mundial de Balonmano Masculino de 1978 en Dinamarca.

### Entrenador
| Periodo   | Club          |
| --------- | ------------- |
| 1985–1987 | ZTR Zaporiyia |
| 1991–1995 | Turquía       |
| 1995–1998 | Besiktas      |
| 1998–2000 | ZTR Zaporiyia |
| 2001      | Ucrania       |
| 2006      | Ucrania       |

## Logros

### Club
- Liga Europea de la EHF (1): 1983

### Selección nacional
- Juegos Olímpicos (1): 1976